# Mường Thanh
Mường Thanh hay Mường Then (theo tiếng dân tộc Thái nghĩa là Xứ Trời) là một đồng bằng nhỏ hẹp được tạo nên bởi phù sa của sông Nậm Rốm khi chảy qua một đứt gãy sâu, nằm trên địa bàn thành phố Điện Biên Phủ và huyện Điện Biên thuộc tỉnh Điện Biên, Việt Nam. Đồng bằng này dài 25 km và rộng từ 5 đến 6 km. Xung quanh Mường Thanh là có nhiều núi cao, khiến cho nó trở thành một thung lũng nằm giữa địa hình hiểm trở.
Nậm Rốm là một phụ lưu của Nậm Nứa, và đến lượt Nậm Nứa lại là một phụ lưu của Nậm U trong lưu vực của sông Mekong.
Thành phố Điện Biên Phủ nằm trong đồng bằng này và Mường Thanh cũng chính là tên của một phường thuộc thành phố Điện Biên Phủ: phường Mường Thanh. Nơi đây từng là căn cứ phân khu Trung tâm của Binh đoàn Tây bắc cứ điểm Điện Biên phủ và nơi đóng sở chỉ huy của tướng Christian de Castries.
Mường Then, trong các văn liệu chữ Latin viết là Muang Then, Meuang Then hay Muang Thaen, từng là một địa điểm huyền thoại của người thuộc các sắc tộc Thái. Đây là nơi "Khun Bó Dôm" (Khun Borom hay Mông Bì La Các)  sinh thành ra Khun Lo, người sáng lập huyền thoại của vương quốc Rajadharani Sri Sudhana (Vương quốc Luang Phrabang) năm 698, vương quốc đầu tiên của người Lào .